# Provinciale weg 325
Der provinciale weg 325 (als Autoweg kurz: N325, abschnittsweise auch A325) ist eine niederländische Straße in der Provinz Gelderland, die von Arnhem bis zur deutschen Grenze bei Nijmegen, wo sie in die deutsche Bundesstraße 9 übergeht, verläuft.
Bis 1993 hieß die Straße Rijksweg 52, dann wurde sie in den Aufgabenbereich der Provinz übertragen und erhielt die bis heute gültige Bezeichnung.
Längs der Straße verläuft der Radschnellweg RijnWaalpad, der die Stadtzentren von Arnhem und Nijmegen miteinander verbindet.

## Verlauf

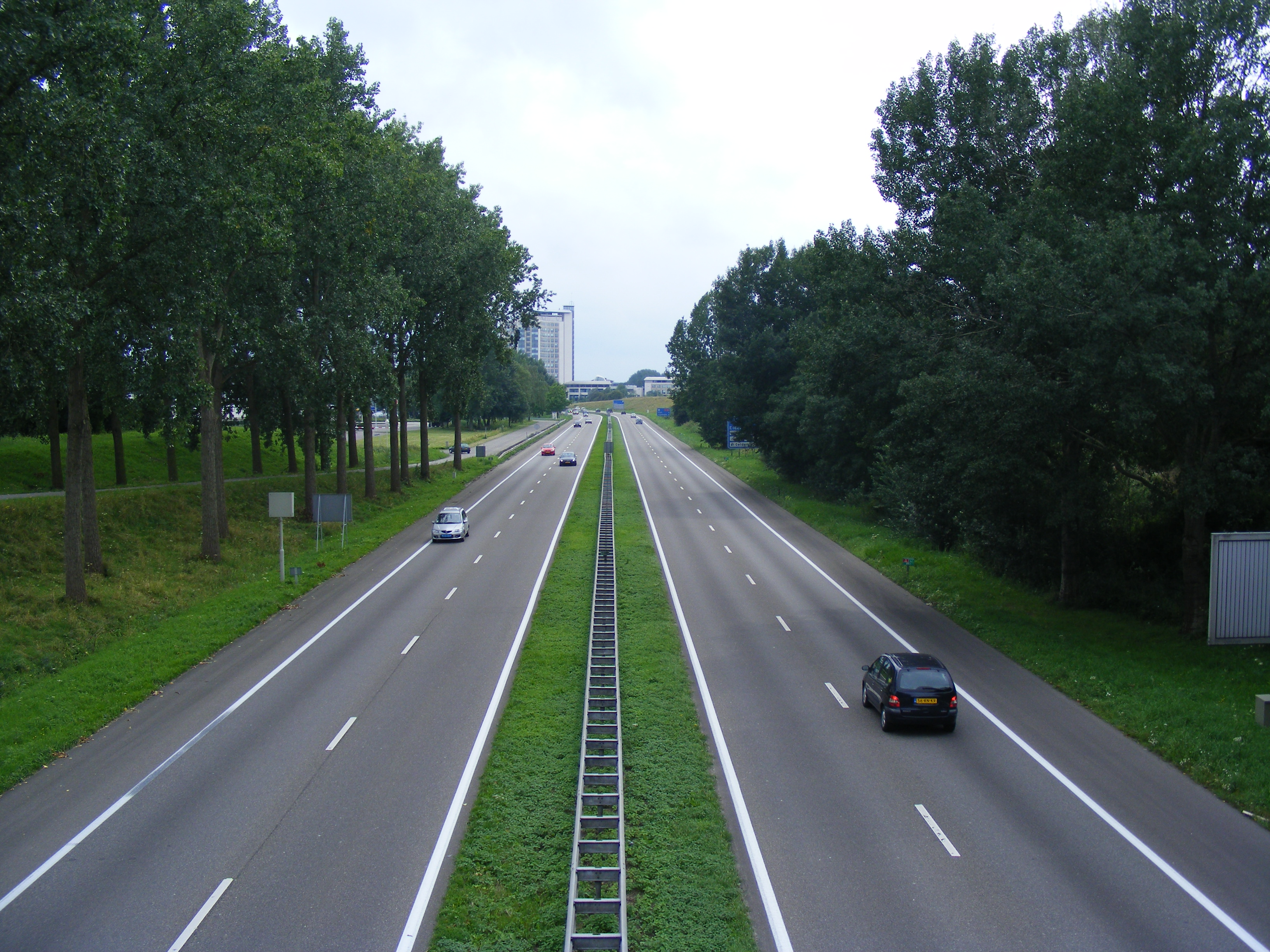
A325 bei Arnhem

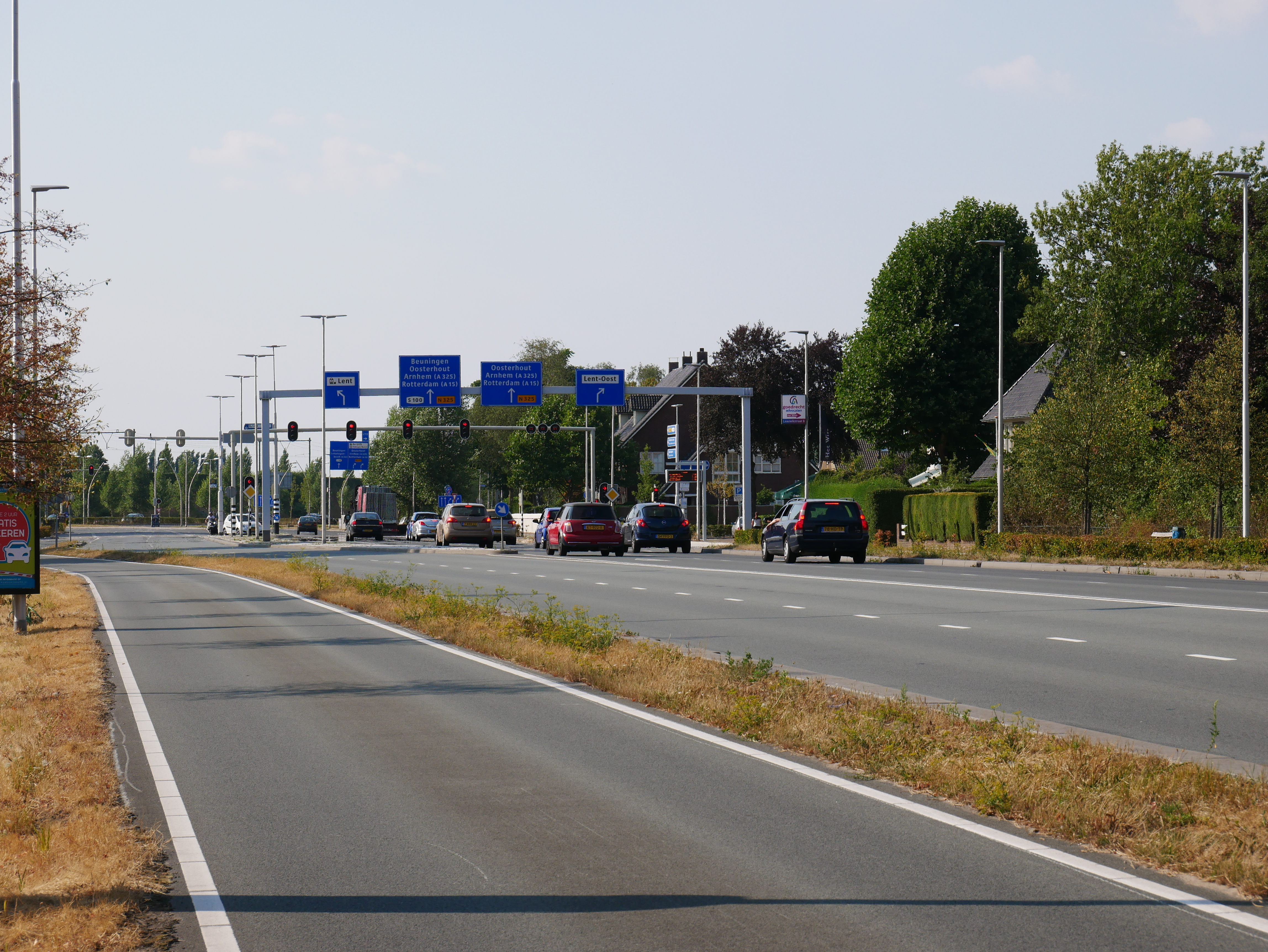
N325 in Lent, Nijmegen

Die Strecke gilt als wichtige Verbindung der Städteregion Arnhem-Nijmegen. Die N325 beginnt am Knooppunt Velperbroek der A12 nördlich von Arnhem und heißt hier Pleyroute (oder Pleijweg). Als 2 × 2-spurige Autostraße überquert die N325 den Nederrijn über die 1987 fertiggestellte Andrei-Sacharow-Brücke.
Zwischen Arnhem und dem Knooppunt Ressen bei Nijmegen wird die Strecke zur Autobahn, auf der eine zulässige Höchstgeschwindigkeit von 100 km/h gilt.

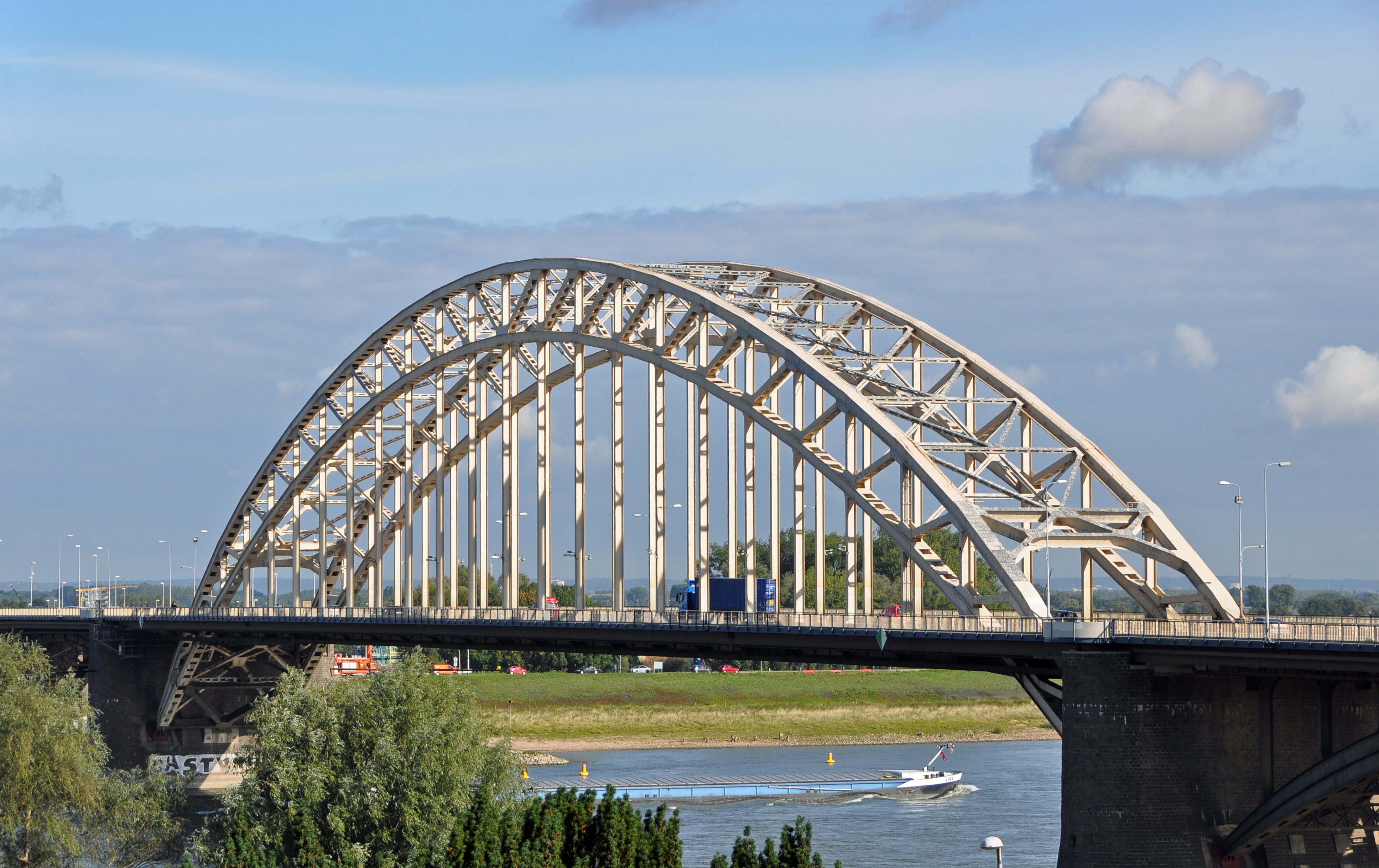
N325 über die Waalbrücke bei Nijmegen

Hinter dem Knooppunt Ressen bis zum Keizer Traianusplein wird die N325 von der Gemeinde Nijmegen verwaltet. Früher war die Strecke eine Autobahn, wurde aber wegen des Baus einer Wohnsiedlung und des damit verbundenen Neubaus von Straßen, die nicht kreuzungsfrei errichtet werden konnten, herabgestuft. Der Abschnitt ist zwar auf 2 × 2 Fahrstreifen ausgebaut, aber auf eine zulässige Höchstgeschwindigkeit von 50 km/h beschränkt. Dies soll Staus auf der Strecke und in der Innenstadt vermeiden und die Lärmbelästigung senken. Der ehemalige Standstreifen, der noch von der Autobahn übrig geblieben ist, wurde zur Busspur umgebaut.
Vorbei am Keizer Traianusplein verläuft die Strecke in den Osten von Nijmegen. An Beek vorbei fährt man Richtung Kleve bis zur deutschen Grenze, wo die N325 in die Bundesstraße 9 übergeht.